# Le vite (Davide Cavuti)
Le vite è un libro di Davide Cavuti, pubblicato da SL Editore nell'aprile del 2019.

## Trama
Il libro raccoglie testi scritti da Davide Cavuti per alcuni spettacoli teatrali e recital messi in scena, nel corso degli anni, in vari teatri italiani.
I testi del libro sono stati interpretati dalle voci di Giorgio Albertazzi, Luca Argentero, Paolo Bonacelli, Mariangela D'Abbraccio, Arnoldo Foà, Paola Gassman, Vanessa Gravina, Alessandro Haber, Maria Rosaria Omaggio, Ugo Pagliai, Giorgio Pasotti, Michele Placido, Violante Placido, Alessandro Preziosi, Edoardo Siravo, Caterina Vertova e inseriti nel disco Vitae.

## Produzione
Le vite fa parte del Progetto Vitae, ideato e realizzato da Davide Cavuti, che comprende, oltre al libro, il disco Vitae e il documentario Preghiera.
La prefazione del libro è stata scritta dall'attore e regista Michele Placido mentre la postfazione porta la firma dell'attore Lino Guanciale.
All'interno del volume sono presenti le opere del pittore Omar Galliani.
Il libro è stato presentato il 29 maggio 2019 all'Aula Magna della Facoltà di Ingegneria dell'Università dell'Aquila.
I proventi del disco Vitae sono destinati alla ricostruzione della città dell'Aquila e di Amatrice.

## Riconoscimenti
- 2019: "Special Award" all’Adriatic Film Festival[7]

## Edizioni
- Davide Cavuti, Le Vite, SL Editore,  p. 104, ISBN 979-12-200-4675-6.